# Beklemde breuk
Beklemde breuk (hernia incarcerata) is in de geneeskunde een situatie waarbij de inhoud van een breukzak (hernia) bekneld raakt in de opening van de breukzak (incarceratie is beklemming). Bij een beklemde breuk kan de bloedtoevoer naar de breukinhoud worden afgekneld. Gevolg hiervan is een hevige pijn, en er kunnen verschijnselen van een plaatselijke ontsteking optreden. Bij een beklemde breuk is een snelle chirurgische behandeling vaak noodzakelijk.
Soorten beklemming bij een liesbreuk:
- De darmlus kan niet door de opening in de buikwand teruggeduwd worden.[1]
- Mechanische ileus: De darm wordt dichtgedrukt en laat daardoor het voedsel niet door.
- De bloedtoevoer naar het betreffende deel van de darm wordt afgekneld, zie boven.